# István Anhalt
Pour les articles homonymes, voir Anhalt.
István Anhalt, OC SRC, est un compositeur hongro-canadien né le 12 avril 1919 et mort le 24 février 2012.
Biographie
Né à Budapest en 1919, fils d'Arnold Anhalt et de Katalin Anhalt (née Herzfeld),[2] Anhalt a étudié avec Zoltán Kodály avant d'être enrôlé dans le service de travail forcé de l'armée hongroise pendant la Seconde Guerre mondiale.[3] À la fin des années 1940, il étudie auprès de Nadia Boulanger et de Soulima Stravinsky avant d'émigrer au Canada en 1949.[4]
Anhalt a été professeur de musique à l'Université McGill et a fondé le Studio de musique électronique de l'Université McGill. Il a également été directeur de la musique à l'Université Queen's de Kingston. Ses œuvres lui valent la réputation d'un des pères fondateurs de la musique électroacoustique au Canada.[5] Parmi ses élèves figurent Kevin Austin, John Fodi, Clifford Ford, Hugh Hartwell, John Hawkins, Alan Heard, Richard Hunt, Donald Patriquin et Alex Tilley.
En 2003, il a été nommé Officier de l'Ordre du Canada.[5][6] En 2007, il a été nommé membre de la Société royale du Canada. Des extraits de sa correspondance avec le compositeur américain George Rochberg ont été publiés en 2007.[7)